# Фіона Мутесі
Фіона Мутезі (англ. Phiona Mutesi; 1996, Кампала, Уганда) — угандійська шахістка. Представляла Уганду на чотирьох жіночих шахових олімпіадах і є однією з перших титулованих гравців в історії шахмат Уганди. Мутесі — тема книги 2012 року та фільму 2016 року «Королева Катве».

## Біографія
Народилася вона в Катве, найбільшому з восьми нетрів Кампали. Коли Фіоні було три роки, помер її батько. У 9 років Фіона покинула школу, тому що мати не могла забезпечувати її. Замість школи вона пішла на ринок торгувати кукурудзою. Одного разу Фіону Мутезі побачив Роберт Катенде, місіонер благодійної організації US Charity Sports Outreach Institute. Вона пішла слідом за братом до будівлі місіонера та дивилася через вікно, як діти грають у шахи. Роберт запропонував їй навчитися грати. Вона погодилась. «Той день мені запам'ятався тим, що я була дуже брудною. А ще дуже, дуже голодною. До мене підійшов брат і розповів про шаховий гурток, що і як у них проходить. У той же день мене стали вчити шахів і нагодували», — згадує Фіона. Щоб ходити на шахи, вона кожного дня долала 6,5 кілометри. Фіона дуже швидко прораховувала ситуації на декілька кроків уперед. Уже через рік вона змогла обіграти свого тренера. В 11 років вона вирушила на чемпіонат країни та посіла перше місце. У 14 років вона вирушила у складі команди Уганди в Ханти-Мансійськ на 39 олімпіаду з шахів. Хоча вона не зайняла перше місце, про неї писали в газетах. Наприкінці року вона взяла участь у турнірі Кампали та посіла перше місце. Потім пішли міжнародні турніри. У 2017 році увійшла до списку «100 Жінок Африки».

## Шахова кар'єра
Станом на 2012 рік вона була триразовою переможицею жіночого юнацького чемпіонату Уганди.
У 2012 році Мутезі отримала титул кандидата в майстри після того, як на 40-й шаховій олімпіаді в Стамбулі набрала необхідні 50 % з дев'яти ігор. Це зробило її першим титулованим гравцем у шаховій історії Уганди.
Мутезі представляла свою країну на 41-й шаховій олімпіаді в 2014 році та 42-й шаховій олімпіаді в 2016 році
Вона приєдналася до шахової команди Північно-Західного університету, змагаючись на Панамериканському міжколегальному командному чемпіонаті з шахів, який відбувся в Колумбусі, штат Огайо, у грудні 2017 року. Команда здобула титул «Кращий малий коледж» для Північно-Західного університету. Мутесі виграла три матчі

## Медіа
Фіона Мутезі стала національною героїнею, і про її життя в 2010 році був знятий документальний фільм, який надихнув режусерку Міру Наір на створення у 2016 році художнього фільму. Фільм «Королева Катве» (2016) заснований на реальних подіях.
Також у 2012 році вийшла книга під назвою «Королева Катве».